# 蓝叶藤
蓝叶藤（学名：Marsdenia tinctoria），也叫绒毛芙蓉兰，是夹竹桃科牛奶菜属的植物。分布在斯里兰卡、印度、缅甸、印度尼西亚、越南、菲律宾、台湾岛以及中国大陆的西藏、四川、云南、贵州、湖南、广西、广东等地，生长于海拔200米至1,800米的地区，见于潮湿杂木林中。

## 变种
短序蓝叶藤
学名：。分布在越南、老挝、柬埔寨以及中国大陆的广东、四川、贵州等地。
绒毛蓝叶藤
学名：。分布在台湾岛以及中国大陆的四川、云南、广西等地。

## 别名
肖牛耳菜、肖牛耳藤（通称）

## 异名
- Marsdenia globifera Tsiang
- Marsdenia tinctoria R. Br. var. brevis Cost.
- Marsdenia tinctoria R. Br. var. tomentosa (Morr. et Decne) Masamune